# Ступин, Сергей Владимирович
Сергей Владимирович Ступин (род. 14 сентября 1979, Свердловск, РСФСР, СССР) — российский хоккеист, защитник. В настоящее время является игроком «Горняка» из Рудного, выступающего в ОЧРК.

## Клубная карьера
Воспитанник екатеринбургской «Юности». Начал профессиональную карьеру в дубле екатеринбургской «Динамо-Энергии», выступавшем в то время в Первой лиге.
Годом позже перешёл в новоуральский «Кедр» и последующие шесть лет выступал в Высшей лиге. Летом 2004 года Ступин перешёл в минский «Керамин», с которым стал серебряным призёром Открытого чемпионата Белоруссии.
С 2006 по 2009 год выступал за «Спутник» из Нижнего Тагила. С 2009 по 2013 год игрок «Автомобилиста». Сезон 2013/14 выступал за карагандинскую «Сарыарку», где стал обладателем Кубка Братины.
16 августа 2014 года подписал контракт с хоккейным клубом «Горняк» из города Рудный.
После завершения игровой карьеры в 2016 году Сергей Ступин начал тренерскую деятельность, работая с молодёжными командами в Екатеринбурге. В сезоне 2017/2018 годов он занимал должность главного тренера команды «Авто-Спартаковец» Екатеринбург, работая с юношами 2007 года рождения. В сезоне 2024/2025 годов он продолжает работать главным тренером команды «Авто-Спартаковец U18».

## Достижения
- Серебряный призёр Открытого чемпионата Белоруссии (1): 2005
- Обладатель Кубка Братины: 2013/2014

## Статистика выступлений в КХЛ и ВХЛ
|           |              | Регулярный сезон | Регулярный сезон | Регулярный сезон | Регулярный сезон | Регулярный сезон | Плей-офф | Плей-офф | Плей-офф | Плей-офф | Плей-офф |
| Сезон     | Команда      | Игр              | Г                | П                | Очк              | Штр              | Игр      | Г        | П        | Очк      | Штр      |
| --------- | ------------ | ---------------- | ---------------- | ---------------- | ---------------- | ---------------- | -------- | -------- | -------- | -------- | -------- |
| 2009-2010 | Автомобилист | 43               | 2                | 4                | 6                | 42               | 1        | 0        | 0        | 0        | 0        |
| 2010-2011 | Автомобилист | 36               | 1                | 5                | 6                | 34               | --       | --       | --       | --       | --       |
|           | Спутник      | 4                | 0                | 0                | 0                | 2                | --       | --       | --       | --       | --       |
| 2011-2012 | Автомобилист | 1                | 0                | 0                | 0                | 0                | --       | --       | --       | --       | --       |
|           | Спутник      | 15               | 0                | 1                | 1                | 4                | --       | --       | --       | --       | --       |
| 2012-2013 | Автомобилист | 0                | 0                | 0                | 0                | 0                | --       | --       | --       | --       | --       |